# Santa Cecilia del Alcor
Santa Cecilia del Alcor è un comune spagnolo di 160 abitanti situato nella comunità autonoma di Castiglia e León.